# Imputado (Chile)

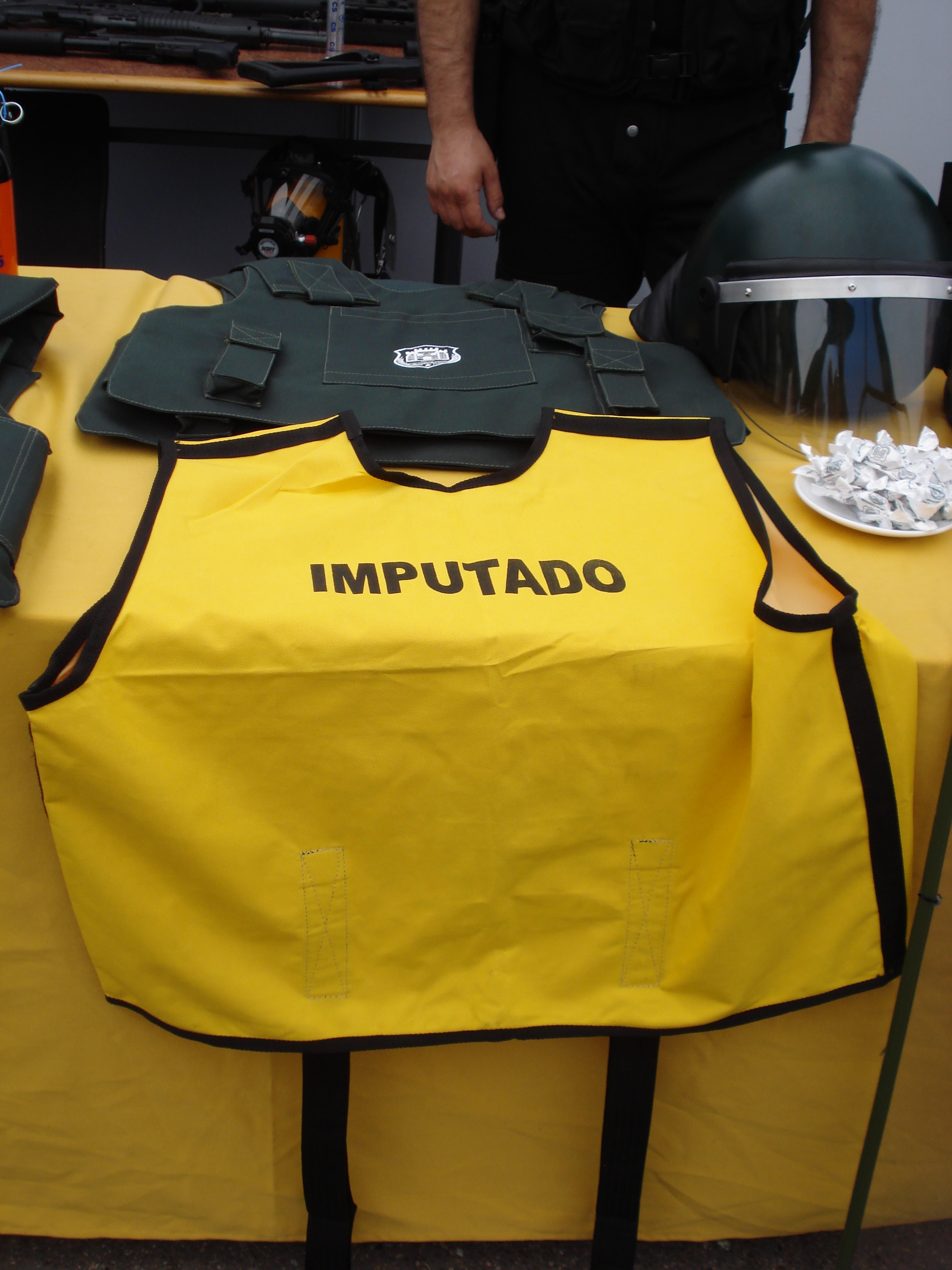
Chaqueta que identifica a un imputado al ser trasladado por Gendarmería de Chile.

El imputado o la imputada es, de acuerdo a la legislación chilena, aquella persona a la que se le atribuye participación en un hecho punible, siendo uno de los más relevantes sujetos procesales.

## Calidad de imputado
Las facultades, derechos y garantías que la Constitución Política de la República de Chile, el Código Procesal Penal y otras leyes reconocen al imputado, podrán hacerse valer por la persona a quien se atribuyere participación en un hecho punible desde la primera actuación del procedimiento dirigido en su contra y hasta la completa ejecución de la sentencia.
El imputado tiene el derecho a ser defendido por un abogado desde la primera actuación del procedimiento dirigido en su contra, y en caso de no tenerlo, tiene el derecho irrenunciable a que el Estado le proporcione uno, designado por el juez.
También tiene derecho a formular los planteamientos y alegaciones que considerare oportunos, así como a intervenir en todas las actuaciones judiciales y en las demás actuaciones del procedimiento, salvo aquellas excepciones previstas en el Código Procesal Penal.
Se observan una serie de principios en su favor, como la presunción de inocencia, que indica que el imputado es inocente siempre y cuando no haya sentencia condenatoria en su contra.[cita requerida]

## Derechos y garantías del imputado
De acuerdo con el Art. 93 del Código Procesal Penal, todo imputado podrá hacer valer, hasta la terminación del proceso, los derechos y garantías que le confieren las leyes. En especial, tiene derecho a:
- Que se le informe de manera específica y clara acerca de los hechos que se le imputaren y los derechos que le otorgan la Constitución y las leyes;
- Ser asistido por un abogado desde los actos iniciales de la investigación;
- Solicitar de los fiscales diligencias de investigación destinadas a desvirtuar las imputaciones que se le formularen;
- Solicitar directamente al juez que cite a una audiencia, a la cual podrá concurrir con su abogado o sin él, con el fin de prestar declaración sobre los hechos materia de la investigación;
- Solicitar que se active la investigación y conocer su contenido, salvo en los casos en que alguna parte de ella hubiere sido declarada secreta y solo por el tiempo que esa declaración se prolongare;
- Solicitar el sobreseimiento definitivo de la causa y recurrir contra la resolución que lo rechazare;
- Guardar silencio o, en caso de consentir en prestar declaración, a no hacerlo bajo juramento. El imputado deberá ser informado de este derecho, respecto de la primera declaración que preste ante el fiscal o la policía, según el caso, señalándole lo siguiente:

Tiene derecho a guardar silencio. El ejercicio de este derecho no le ocasionará ninguna consecuencia legal adversa; sin embargo, si renuncia a él, todo lo que manifieste podrá ser usado en su contra.

- No ser sometido a tortura ni a otros tratos crueles, inhumanos o degradantes;
- No ser juzgado en ausencia, sin perjuicio de las responsabilidades que para él derivaren de la situación de rebeldía.

Todos los derechos contienen un amparo eficaz o sea cada vez que un derecho se vulnere o afecte, se podrá acudir ante el juez de garantía alegando la privación de la libertad y adoptando medidas para preservar los derechos que se señalan.[cita requerida]

## Imputado privado de libertad
Puede que el imputado se encuentre privado de libertad, que es una coacción excepcional, ya que en principio siempre la persona soporta un juicio libre y sufriría la privación de libertad en la condena.[cita requerida]
El imputado privado de libertad tendrá, además, las siguientes garantías y derechos:
- A que se le exprese específica y claramente el motivo de su privación de libertad y, salvo el caso de delito flagrante, a que se le exhiba la orden que la dispusiere;
- A que el funcionario a cargo del procedimiento de detención o de aprehensión le informe de sus derechos y garantías como imputado;
- A ser conducido sin demora ante el tribunal que hubiere ordenado su detención;
- A solicitar del tribunal que le conceda la libertad;
- A que el encargado de la guardia del recinto policial al cual fuere conducido informe, en su presencia, al familiar o a la persona que le indicare, que ha sido detenido o preso, el motivo de la detención o prisión y el lugar donde se encontrare;
- A entrevistarse privadamente con su abogado de acuerdo al régimen del establecimiento de detención, el que solo contemplará las restricciones necesarias para el mantenimiento del orden y la seguridad del recinto;
- A tener, a sus expensas, las comodidades y ocupaciones compatibles con la seguridad del recinto en que se encontrare, y
- A recibir visitas y comunicarse por escrito o por cualquier otro medio, salvo que el tribunal restrinja o prohíba las comunicaciones del detenido o preso por un máximo de diez días.